# Thomas Prugger
Thomas Prugger (San Candido, 23 de octubre de 1971) es un deportista italiano que compitió en snowboard, especialista en la prueba de eslalon gigante.
Participó en los Juegos Olímpicos de Nagano 1998, obteniendo la medalla de plata en la prueba de eslalon gigante. Ganó una medalla de oro en el Campeonato Mundial de Snowboard de 1997, en el eslalon gigante.

## Medallero internacional
| Juegos Olímpicos   | Juegos Olímpicos     | Juegos Olímpicos | Juegos Olímpicos |
| Año                | Lugar                | Medalla          | Competición      |
| ------------------ | -------------------- | ---------------- | ---------------- |
| 1998               | Nagano (Japón)       | Medalla de plata | Eslalon gigante  |
| Campeonato Mundial |                      |                  |                  |
| Año                | Lugar                | Medalla          | Competición      |
| 1997               | San Candido (Italia) | Medalla de oro   | Eslalon gigante  |